# Antonio Veneziano (poeta)
Antonio Veneziano (Monreale, 7 gennaio 1543 (battesimo) – Palermo, 19 agosto 1593) è stato un poeta italiano cittadino del Regno di Sicilia, che compose prevalentemente in siciliano.

## Biografia
Visse in maniera alquanto avventurosa e grazie alla sua intelligenza e alla sua versatilità ebbe una grande fama sia in Sicilia che all'estero. Dopo aver studiato presso un collegio di Gesuiti, Veneziano incorre in una lunga serie di problemi giudiziari: prima con la famiglia per questioni d'eredità, poi per un presunto assassinio e per la fuga d'amore con una giovane donna che gli causò l'accusa di rapimento.
Imbarcatosi per seguire Carlo d'Aragona, venne imprigionato ad Algeri dove conobbe Miguel de Cervantes e ne divenne amico, tanto che questi, nel 1579, gli dedicò un'epistola in dodici ottave. Cervantes reputò questa sua opera di un certo valore, tanto che quasi settanta suoi versi vennero reinseriti nella sua commedia El trato de Argel che narra della prigionia in Algeri.
Che l'amicizia fosse venata di ammirazione da parte di Cervantes, lo si deduce dalla sua novella El amante liberal, in cui l'autore narra di un prigioniero siciliano che sapeva magnificare, nel ricordo, la bellezza della sua donna esprimendosi in versi sublimi: probabilmente si trattava della Celia, l'opera più famosa di Veneziano.
Nel 1579 Antonio Veneziano venne liberato e tornò in Sicilia. Nel 1588 fu imprigionato per aver scritto un libello contro il governo. Morì nel 1593 a Palermo, nel carcere del Castello a Mare, le cui rovine, postume allo scoppio di una polveriera, possono ancora essere viste nelle vicinanze del porto di Palermo. La leggenda narra che il suo corpo fu rinvenuto tra le macerie con un grappolo di uva in mano.
La sua opera è vastissima. Scrisse prevalentemente poesie in siciliano, ma si dedicò anche all'italiano e al latino. La sua opera principale è l'elogio Celia, dedicato alla donna amata (variamente identificata come una sua nipote o la vice regina di Sicilia o Isabella La Turri o Franceschella Porretta) e composto durante la prigionia ad Algeri. Tra gli altri componimenti poetici si ricordano molte satire e altre rime burlesche. Alcune sue ottave furono raccolte in un volume intitolato Ottave e curato da Aurelio Rigoli nel 1967.

## Esempio della sua poesia
(Celia, Lib. 2, (~1575 - 1580))
«Non è fiamma ordinaria, no, la mia
è fiamma che sol'io tengo e accetto,
fiamma pura e celeste che arde in me
per gran mistero e con stupendo effetto.
Amore, intento a farne idolatria,
sarò nuovamente sacerdote eletto;
tu, scolpita dentro l’anima mia, sei la dea;
sacrifico il cuore, ara questo petto.»

## Opere
- Celia o sia di li canzuni amurusi
- Libru secundu di li canzuni amurusi
- Canzuni di sdegnu
- Ottave amorose
- Ottave di lamentu
- Canzuni sacri
- Epigrammata
- La Nenia
- L’Agonia
- Inscriptiones
- Sonetto e Cervantes
- Canzuni burleschi
- Imprese o Archi
- Sonetti
- Discorsi sopra le statue del fonte pretorio di Palermo
- Proverbij siciliani
- Pater noster sopra gli Spagnioli
- Pater noster supra li Cullegini - Hinnu
- L’Arangeide
- Il Puttanesimo
- La Cornaria
- I Capitoli
- Cartelli sediziosi
- La Fontalia
- La Carceraria
- La Cantareide
- La Coglioneide
- Amicu un’eri tu chi mi dicivi
- Per le signore monache claustrate
- Poesie, La Significazione delle erbe e dei colori
- Narrazione di un povero carcerato
- Su poviru affamatu pellegrinu
- In morte di Laura Serra
- Certi amici sbricchi e sfacendati
- Gli Scontenti
- La Nave di Bacco
- Un ballo di Satiri
- Mescolatevi le Grazie
- Il sonno
- Il Martirio e la Passione d’Amore
- Intermedio alla commedia di Antonio Uso di Mare dal titolo Il pazzo assennato
- Intermedio alla commedia Bertuccia ad unguem
- De Cristi domine morte
- De Cardinalibus ad eminentissimo Cosmo de Torres
- La Ninfa
- Pietusu Pillicanu su turnatu
- La Spartenza
- La Lontananza
- Ricetta burlesca
- Capitolo italiano sulla misericordia
- Componimento